# Nigramma pyraloides
Nigramma pyraloides är en fjärilsart som beskrevs av Walker 1864. Nigramma pyraloides ingår i släktet Nigramma och familjen nattflyn. Inga underarter finns listade i Catalogue of Life.